# 크로아티아의 소리
크로아티아의 소리(크로아티아어: Medurarodni program Hrvatskoga radija "Glas Hrvatske")는 크로아티아의 국제방송국이다. 1926년에 설립되었다. 중파, 인공위성을 이용해 방송을 한다. 크로아티아 라디오-텔레비전 방송(Croatian Radio-Television)에서 운영한다.

## 방송 언어
- 크로아티아어
- 영어

## 같이 보기
- HRT